# Alexander Matiz Atencio
Alexander Matiz Atencio (ur. 4 sierpnia 1960 w Pasto) – kolumbijski duchowny katolicki, biskup Bugi od 2025.

## Życiorys
Święcenia kapłańskie otrzymał 25 listopada 1990 i został inkardynowany do archidiecezji Cali.
7 grudnia 2024 papież Franciszek mianował go ordynariuszem diecezji Bugi. Sakry udzielił mu 22 lutego 2025 arcybiskup Cali Luis Fernando Rodríguez Velásquez.